# سندانس تي في
سندانس تي في (بالإنجليزية: Sundance TV) قناة كابل رقمية أمريكية. تملكها شبكة إيه إم سي التلفزيونية. تعرض القناة برامج وثائقية، أفلام مستقلة، أفلام قصيرة، أفلام عالمية وبرامج أصلية.
اعتباراً من يوليو، 2015، يصل بثّ القناة إلى 60,668 مليون منزل في الولايات المتحدة.

## البثّ حول العالم
توسع بثّ القناة في السنوات الاخيرة إلى أمريكا اللاتينية، أوروبا، وآسيا، في الشرق الأوسط وشمال أفريقيا.

## وصلات خارجية
- الموقع الرسمي